# Akcja „Burza” w Obszarze Warszawskim Armii Krajowej

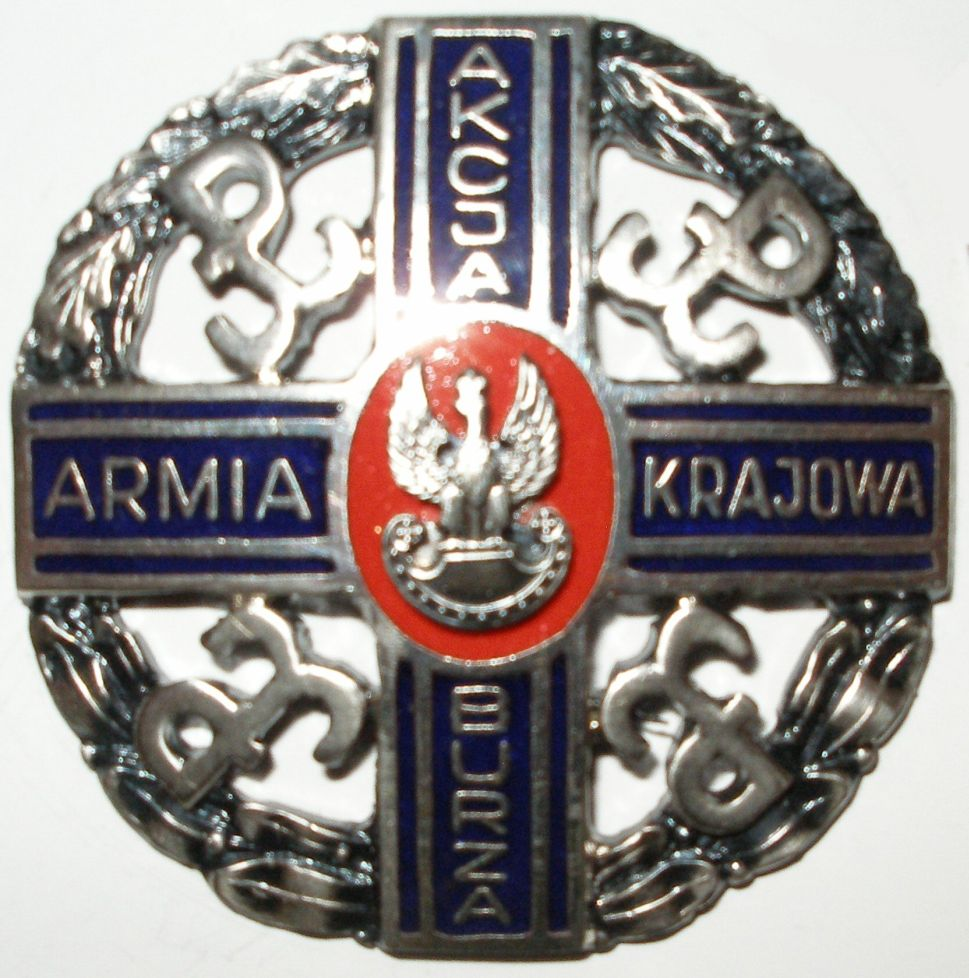
Odznaka AK przyznawana za udział w akcji „Burza”

Akcja „Burza” w Obszarze Warszawskim AK – część akcji wojskowej zorganizowanej i podjętej przez oddziały Armii Krajowej przeciw wojskom niemieckim w końcowej fazie okupacji niemieckiej, bezpośrednio przed wkroczeniem Armii Czerwonej, prowadzona w granicach II Rzeczypospolitej.
26 lipca 1944 komendant obszaru warszawskiego gen. Albin Skroczyński – „Łaszcz” wydał rozkaz dowódcom podokręgów do realizacji „Burzy”. W rzeczywistości trwała ona od kilku dni. Dodatkowe zadania dotyczyły wsparcia powstania warszawskiego poprzez blokowanie jednostek niemieckich podążających do stolicy.

## Działania w Podokręgu Wschodnim AK
W podokręgu wschodnim planowano wystawienie Grupy Operacyjnej „Wschód” w składzie 8 Dywizji Piechoty AK i Mazowieckiej Brygady Kawalerii AK. Dowództwo objął płk. Hieronim Suszyński „Szeliga”. Sztab ulokował się w obwodzie mińskim, gdzie miała nastąpić koncentracja wszystkich zmobilizowanych oddziałów.
1 batalion 22 Pułku Piechoty AK mjr. Mariana Zawarczyńskiego „Ziemowita” w obwodzie siedleckim atakował Niemców na drogach Siedlce – Międzyrzec Podlaski, Siedlce – Łuków, Siedlce – Łosice, Siedlce – Mińsk Mazowiecki. Plutony AK i BCh ośrodka Łosice broniły miejscowości i ostrzelały saperów usiłujących wysadzić most na rzece Toczna. Pod Wojnowem obroniono wiadukt kolejowy. W Krześlinie zdobyto magazyn uzbrojenia organizacji TODT. Działając wspólnie z oddziałami sowieckimi opanowano Wyczółki i Zbuczyn.
2 batalion 22 pp mjr Jerzego Sasina „Kopki” koncentrował się w lasach rucheńskich (nazwa pochodzi od miejscowości Ruchna), repkowskich i Puszczy Sterdyńskiej (12. hektarowy las pomiędzy miejscowościami Sterdyń i Ceranów). Zgrupowanie partyzanckie w lasach repkowskich swoją działalność ograniczyło do kilku potyczek. Zgrupowanie mjr Czesława Majewskiego „Morro” w Puszczy Sterdyńskiej walczyło do 6 sierpnia. Wspólnie z 23 pułkiem ułanów rozbito pod Dzierzbami kolumnę samochodową, a oddział por. Lucjusza Gawrysia "Rysia", pod Jagodnikiem 2 kompanię niemieckich saperów.
W obwodzie węgrowskim zmobilizowano 1/13 pp por. Władysława Rażmowskiego „Poraja” i 2/32 pp mjr. Zygmunta Maciejowskiego „Wolskiego”. Pierwszy operował w lasach miedzyńskich (położonych na wschodnim skraju Puszczy Kamienieckiej) a 31 lipca walczył pod Międzylesiem z obławą niemiecką. Drugi działał w lasach rucheńskich. 8 sierpnia podszedł pod Węgrów i uderzył na Niemców zmuszając ich do wycofania się poza miasto.

## Działania w Podokręgu Północnym AK
W podokręgu północnym zorganizowano dziewięć oddziałów partyzanckich. Organizowano niewielkie akcje na linię kolejową Działdowo–Modlin. Jednostki podokręgu nie był w stanie prowadzić większej dywersji i atakować oddziałów niemieckich maszerujących na Warszawę. Planowano przerzucić je do Puszczy Kampinoskiej. Plan nie został jednak zrealizowany.

## Działania w Podokręgu Zachodnim AK
Z uwagi na duże zagęszczenie wojskiem nieprzyjaciela, podokręg zachodni także nie miał możliwości prowadzenia szerszej działalności bojowej. Wykonano kilka akcji dywersyjnych na linii kolejowej Warszawa – Skierniewice. Na bazie zgrupowania stołpeckiego zorganizowano pułk „Palmiry-Młociny”. Wykrwawił się on 21 i 22 sierpnia w ataku na Dworzec Gdański. Od 30 sierpnia do l września brał udział w walkach obronnych pod Pociechą (przysiółek miejscowości Truskaw). 2 i 3 września walczył z oddziałami RONA w Truskawcu i Marianowie. Pułk został rozbity 29 września w bitwie pod Jaktorowem.
Do zgrupowania ppłk. Mieczysława Sokołowskiego „Grzymały” w lasach chojnowskich dołączyła kompania obwodu grójeckiego. W nocy z 18 na 19 sierpnia uderzała na Wilanów. Pozostałe oddziały odtwarzające 18 pułk piechoty z uwagi na pogarszające się warunki zostały zdemobilizowane.
Próby utworzenia zgrupowania oddziałów obwodu błońskiego w lasach żyrardowskich także nie powiodły się. Operowały tam jedynie dwa oddziały leśne. W obwodzie łowickim oddział ppor. Stanisława Borowskiego „Maszynisty” w czasie marszu na Warszawę uległ rozbiciu.
Pod koniec sierpnia przestały obowiązywać w podokręgu zachodnim zadania wynikające z planu „Burzy”. Inspektoratom zlecono dostarczanie środków walki, amunicji i żywności do Puszczy Kampinoskiej i lasów chojnowskich.